# Заячьи кенгуру
Заячьи кенгуру (лат. Lagorchestes) — род сумчатых млекопитающих из семейства кенгуровых (Macropodidae).

## Виды и распространение
В составе рода выделяются 4 вида:
- † Lagorchestes asomatus — Малый заячий кенгуру. Вид известен по единственному черепу, найденному в 1932 году в районе озера Маккай, на границе Западной Австралии и Северной территории в Австралии[5].
- Lagorchestes conspicillatus — Очковый кенгуру. Вид распространён преимущественно на территории Австралии, где встречаются два подвида — Lagorchestes conspicillatus conspicillatus, обитающий на острове Барроу в Западной Австралии, и Lagorchestes conspicillatus leichardti, обитающий в регионе Пилбара и Кимберли. Вид также был найден на острове Новая Гвинея в Папуа — Новой Гвинее, однако сведения о численности и ареале в этом регионе мира крайне скудны[6].
- Lagorchestes hirsutus — Косматый кенгуру, или пучкохвостый кенгуру[3]. Обитает в Северной территории и в Западной Австралии[7]
- † Lagorchestes leporides — Длинноухий кенгуру. Обитал в Австралии на западе штата Новый Южный Уэльс, на востоке штата Южная Австралия и на северо-западе штата Виктория[8]. С 1890 года сведений нет. Исчезновение обусловлено освоением человеком мест обитания и в связи с интродукцией кроликов и лисиц.

## Описание
Заячьи кенгуру — мелкие животные. Длина тела от 35 до 40 см, хвоста — 30-—33 мм. Мех мягкий, короткий. Спина у заячьих кенгуру от светло-оранжевого до оранжево-серого и серого цветов, брюхо — серо-белого или белого цвета. Морда заострённая, голова укороченная. Хвост служит балансиром при прыжках. Основание хвоста окрашено.

## Образ жизни
Заячьи кенгуру ведут ночной образ жизни. День, как правило, проводят в норах, вырытых под кустами. Обитатели кустарниковых зарослей на скалах и холмах.

## Питание
Заячьи кенгуру в основном питаются различной растительностью (корнями, надземными травянистыми растениями).

## Воспроизводство
Ведут одиночный образ жизни. Размножение круглогодичное, но на острове Барроу детёныши появляются преимущественно с марта по сентябрь. Детёныши, как правило, покидают материнскую сумку через 150 дней. Половая зрелость у самок наступает на 12 месяц жизни.